# Ян Тер'є Форлунд
Ян Тер'є Форлунд (норв. Jan Terje Faarlund; нар. 3 травня 1943) — норвезький лінгвіст, професор-емерит у сфері скандинавських мов в університеті Осло.
Обраний членом Королівського норвезького товариства наук і літератури у 1983 році, а також членом Норвезької академії наук у 1996 році. Він також є членом Лондонського філологічного товариства з 1977 року.
У 2013 році Шведська королівська академія історії літератури і старожитностей нагородила Форлунда премією Гада Раузінгса за видатні наукові дослідження в галузі гуманітарних наук.